# La Ligne du destin
Pour plus de détails, voir Fiche technique et Distribution.
La Ligne du destin (රේඛාව, Rekava) est un film srilankais réalisé par Lester James Peries, sorti en 1956.

## Synopsis
Au Sri Lanka, un garçon soigne accidentellement la cécité de son amie. Le village croit qu'il a des pouvoirs magiques alors qu'il s'agit d'un hasard.

## Fiche technique
- Titre : La Ligne du destin
- Titre original : රේඛාව (Rekava)
- Réalisation : Lester James Peries
- Scénario : Lester James Peries
- Photographie : Willie Blake
- Montage : Titus Thotawatte
- Production : Lester James Peries
- Société de production : Chitra Lanka
- Pays :  Sri Lanka
- Genre : Drame
- Durée : 89 minutes
- Dates de sortie : 
  -  Sri Lanka : 28 décembre 1956

## Distribution
- Somapala Dharmapriya : Sena
- Myrtle Fernando : Anula
- Shesha Palihakkara : Miguel
- Romulus de Silva : le chef du village
- N.R. Dias : Podi Mahaththaya
- D.R. Nanayakkara : Sooty
- Mallika Pillapitiya : Premawathie
- Iranganie Serasinghe : Karthina
- Winston Serasinghe : Kumatheris
- Nona Subeida : Rosalin

## Distinctions
Le film a été présenté en sélection officielle en compétition au Festival de Cannes 1957.